# Nicola Stapleton
Nicola Kathleen Stapleton (9 de agosto de 1974) es una actriz inglesa, más conocida por haber interpretado a Mandy Salter en la serie EastEnders. 

## Biografía
Es hija de Vincent Stapleton y de Kathleen "Kate" Lynn, tiene un hermano menor llamado Vincent "Vince" Stapleton Jr.
En octubre del 2001 su padre fue encarcelado por un fraude con computadoras de £11 millones, su hermano fue multado con  £10,000 por haber ayudado en el negocio fraudulento. Nicola pagó la fianza £125,000 para que su hermano fuera puesto en libertad, en septiembre del 2005 la corte de apelación le dijo que debía pagar una orden de confiscación de £1.6 millones. 
En julio del 2008 Nicola luchó contra la Fiscalía de Aduana en el Tribunal Superior con el fin de mantener su propiedad en South Norwood la cual le había comprado a su padre por £175,000 antes del problema del fraude. La fiscalía afirmaba que la casa había sido adquirida originalmente de ganancias ilegales y querían apoderarse de la propiedad como parte de la orden de decomiso. Sin embargo Nicola sostuvo que había comprado la propiedad de sus ingresos como actriz y el tribunal falló a su favor.

## Carrera
El 12 de marzo de 1992 se unió al elenco principal de la popular serie británica EastEnders donde interpretó a Mandy Salter, hasta 1994. Nicola regresó a la serie en el 2011 y se fue de nuevo el 31 de mayo de 2012.
En 1998 apareció en la serie The Young Person's Guide to Becoming a Rock Star donde interpretó a Joe Nardone, una guitarrista de una banda escocesa.
En el 2005 se unió al elenco de la serie Bad Girls donde interpretó a la prisionera Janine Nebeski, quien fue encarcelada por cinco años por fraude con tardeja de crédito, hasta el 2006.
El 23 de septiembre de 2008 se unió como personaje recurrente en la serie Emmerdale Farm donde interpretó a Danielle Hutch, la amiga de Eli Dingle (Joseph Gilgun), hasta el 3 de marzo de 2009 luego de que su personaje fuera arrestado.
En el 2009 apareció como invitada en la serie Hollyoaks Later donde interpretó a Savannah Madeiros, una amiga de Cindy Cunningham (Stephanie Waring).
En el 2010 apareció como invitada en la serie policíaca The Bill donde interpretó a Louise Gates en el episodio "Who Dares Wins", previamente hapareció por primera vez en la serie en 1998 donde dio vida a Anne Ross durante el episodio "The Bus Driver's Prayer", más tarde en el 2002 interpretó a la joven madre Tina Pope en tres episodios y finalmente apareció en el 2006 donde interpretó a Julie Barnes en el episodio # 460.

## Filmografía

### Series de televisión
| Año                      | Título                                           | Papel             | Notas                                              |
| ------------------------ | ------------------------------------------------ | ----------------- | -------------------------------------------------- |
| 1992 - 1994, 2011 - 2012 | EastEnders                                       | Mandy Salter      | 193 episodios                                      |
| 2009                     | Hollyoaks Later                                  | Savannah Madeiros | 5 episodios                                        |
| 2008 - 2009              | Emmerdale Farm                                   | Danielle Hutch    | 14 episodios                                       |
| 2008                     | The Last Enemy                                   | Caroline Scott    | episodio # 1.3 - miniserie                         |
| 2005 - 2006              | Bad Girls                                        | Janine Nebeski    | 24 episodios                                       |
| 2006                     | Jane Hall                                        | Steph             | episodio # 1.4                                     |
| 2004                     | Holby City                                       | Shirley Smith     | 2 episodios                                        |
| 2002                     | The Bill                                         | Tina Pope         | 3 episodios                                        |
| 1999                     | Casualty                                         | Kay Larcombe      | 2 episodios                                        |
| 2004                     | Gaby & the Girls                                 | Donna             | -                                                  |
| 2003                     | Secret History                                   | Kathy Meacock     | episodio "Brinks Mat: The Greatest Heist - Part 2" |
| 2000                     | Audrey and Friends                               | Audrey            | -                                                  |
| 1998                     | The Young Person's Guide to Becoming a Rock Star | Joe Nardone       | -                                                  |
| 1997                     | Harry Enfield and Chums                          | Sam               | episodio # 2.6                                     |
| 1995                     | The Thin Blue Line                               | -                 | episodio "Kids Today"                              |
| 1987 - 1988              | Simon and the Witch                              | Sally             | 11 episodios                                       |
| 1988                     | Hannay                                           | Betty             | episodio "Act of riot"                             |
| 1985                     | Dempsey and Makepeace                            | Debbie            | episodio "Hors de Combat"                          |

### Películas
| Año  | Título                            | Personaje         | Notas                                                                                                 |
| ---- | --------------------------------- | ----------------- | --- |
| 2015 | The Rise of the Krays             | Violet Kray       | junto a Simon Merrells, Matt Vael, Dan Parr, Simon Cotton, Kevin Leslie, Olivia Moyles y Phil Dunster |
| 2009 | The Magic Hour                    | Bunny Cummings    | junto a Claire Louise Amias, Jenna Harrison, Matt Kirby & David Proud                                 |
| 2009 | Hands Solo                        | Bunny Comeley     | corto - junto a Matt Kirby, Chris Curran, Nadia Cameron-Blakey & Ben Rufus Green                      |
| 2007 | The Commander: The Devil You Know | Louise Parker     | junto a Amanda Burton, Mark Lewis Jones, Celia Imrie, Adam James & Matt Day                           |
| 2001 | South West 9                      | Sal               | junto a Wil Johnson, Stuart Laing, Amelia Curtis, Jay Simpson & Stephen Lord                          |
| 2001 | Lava                              | Julie             | junto a Joe Tucker, James Holmes & Tameka Empson                                                      |
| 2001 | Goodbye Charlie Bright            | Julie             | junto a Phil Daniels, Paul Nicholls, Danny Dyer, David Thewlis, Jamie Foreman & Tameka Empson         |
| 2001 | Chunky Monkey                     | Mandy             | junto a David Threlfall, David Schofield, Colin McFarlane & Stephen Mangan                            |
| 2000 | It Was an Accident                | Kelly             | junto a Chiwetel Ejiofor, Max Beesley, Thandie Newton & Phaldut Sharma                                |
| 1999 | The Killing Zone                  | Kerry Wyman       | junto a Julian Boote, Paul Vates & Mark Bowden                                                        |
| 1999 | Dead on Time                      | Briana            | corto - junto a Pete Lee-Wilson, Michael Gambon, Wendy Nottingham & Jamie Sives                       |
| 1998 | Urban Ghost Story                 | Kerri             | junto a Jason Connery, James Cosmo, Elizabeth Berrington & Billy Boyd                                 |
| 1998 | Ladies & Gentlemen                | -                 | corto - junto a Sebastian J. Brook & Jackie Howe                                                      |
| 1995 | A Fistful of Fingers              | Floozy            | junto a Graham Low, Oli van der Vijver, Jeremy Beadle & Edgar Wright                                  |
| 1990 | Courage Mountain                  | Ilsa              | junto a Juliette Caton, Charlie Sheen, Jan Rubes, Leslie Caron & Yorgo Voyagis                        |
| 1987 | Hansel y Gretel                   | Gretel            | junto a David Warner, Hugh Pollard, Emily Richard & Cloris Leachman                                   |
| 1987 | Blancanieves                      | Blancanieves niña | junto a Diana Rigg, Billy Barty, Sarah Patterson & Ricardo Gil                                        |
| 1983 | Octopussy                         | Niña en el Circo  | junto a Roger Moore, Maud Adams, Kabir Bedi, Steven Berkoff & Desmond Llewelyn                        |

### Apariciones
| Año | Programa     | Notas       |
| --- | ------------ | ----------- |
| -   | Weakest Link | concursante |

### Teatro
| Año | Obra            | Personaje | Director (a) | Teatro              | Notas                                         |
| --- | --------------- | --------- | ------------ | ------------------- | --------------------------------------------- |
| -   | Peter Pan       | Peter Pan | -            | Melbourne Theatre   | junto a Terence Donovan & Laurence Mark Wythe |
| -   | Four Star Hotel | -         | -            | Royal Court Theatre | -                                             |
| -   | Corner Boys     | -         | -            | Royal Court Theatre | -                                             |
| -   | Essex Girls     | -         | -            | Royal Court Theatre | -                                             |
| -   | Of Mice and Men | -         | -            | -                   | -                                             |
| -   | Cockroach Who   | -         | -            | National Theatre    | -                                             |
| -   | Scissor Happy   | -         | -            | Duchess Theatre     | -                                             |